# Pseudodatames alluaudi
Pseudodatames alluaudi är en insektsart som beskrevs av Ludwig Redtenbacher 1906. Pseudodatames alluaudi ingår i släktet Pseudodatames och familjen Bacillidae. Inga underarter finns listade i Catalogue of Life.